# Río Mauldre
El Mauldre es un río de 35 km de largo en Francia. Es un afluente izquierdo del Sena. Su área de cuenca es de aproximadamente 410 kilómetros cuadrados, que cubre 66 municipios correspondientes a 400 000 habitantes. Su fuente de elevación es de 135 m. El Mauldre desemboca en el Sena cerca de Épône.
Uno de sus afluentes es el ru de Gally, cuya fuente está en los jardines de Versalles.

## Curso
El Mauldre comienza a una altitud de 135 m cerca de la aldea de Maison Blanche en el límite de los municipios de Saint-Rémy-l'Honoré y Coignières, y gira hacia el norte a lo largo de todo su recorrido.
Atraviesa Beynes y Maule, antes de desembocar en el Sena en Épône a una altitud de 20 m, hacia el punto aguas arriba de la isla de Rangiport. Por tanto, la pendiente media es de 3.25 m/km (0.33%).
Su confluencia con el Ru de Gally marca el límite entre las cuencas del Mauldre superior (que generalmente se puede vadear) y el Mauldre inferior.
En la cuenca baja, el Mauldre dibuja algunos meandros y se subdivide en algunos lugares en ramas secundarias, a veces llamadas "chevreuses" como en Maule y Aulnay-sur-Mauldre.
El valle de Mauldre se encuentra entre las mesetas que forman la llanura de Versalles y Mantois. Es utilizado por los ejes de comunicación que conectan el valle del Sena con el centro y sur de Yvelines: RD 191, de Mantes a Corbeil y la línea de ferrocarril Épône-Mézières a Plaisir-Grignon.
Un poco río arriba de Beynes, está atravesado por un sifón de 922 m, por el acueducto de Avre, que abastece a París de agua potable recogida en la región de Verneuil-sur-Avre (Eure).
Es un valle, salpicado de numerosos pueblos que han mantenido su carácter rural a pesar de la proximidad de la aglomeración parisina. Muchos molinos estuvieron alguna vez en funcionamiento a lo largo de su curso.